# La Segua (teatro)
La Segua es una obra de teatro del escritor, historiador, periodista, político y dramaturgo costarricense Alberto Cañas Escalante. Se trata de una comedia que consta de un prólogo y tres actos, basada en un relato de Anastasio Alfaro y en el mito de la Segua. Este personaje mitológico de las leyendas centroamericanas se aparece a los hombres mujeriegos en la forma de una mujer muy hermosa, quien luego se transforma en un monstruo con la cabeza de yegua. Fue estrenada en septiembre de 1971 en el Teatro Nacional de Costa Rica por parte de los integrantes del Teatro Universitario, con un reparto compuesto por Alfredo Catania, Haydée de Lev, Ana Poltronieri y otros destacados actores costarricenses de la época.
En 1985, el director y productor de cine Óscar Castillo realizó un largometraje basado en la obra, y en 2015, fue reestrenada por la Compañía Nacional de Teatro en el Teatro de La Aduana, bajo la dirección de Mariano González, como homenaje a Alberto Cañas, fundador de la Compañía y quien fuera Ministro de Cultura, fallecido en 2014.
La Segua es considerada una de las obras teatrales más representativas de su autor, y según sus propias palabras, también la mejor. La obra, ambientada en la ciudad colonial de Cartago durante el siglo xviii, narra la historia de Encarnación Sancho, una hermosa joven víctima de su propia belleza, quien vive atormentada porque cree ser la Segua. Sus temores surgen luego de que esa figura mitológica se le apareciese a su anterior pretendiente, llevándolo a la locura.

## Argumento

### Prólogo
"A José Corona le salió la Segua en el camino: la más bella de todas las mujeres. Lo encantó por bella, él la siguió por bella, la quiso por bella como me quiso amar a mí, y detrás estaba el monstruo. Yo no quiero ser la Segua, Manuela. Decime, Manuela, que yo no soy la Segua."

La acción sucede en Cartago a mediados del siglo xviii. Frente a la casa de don José Manuel Sancho de Castañeda, pasan Fray Diego y algunos caballeros principales de la ciudad, que conversan sobre el regreso de don Félix Fernández, hombre ciego y rico. Seguidamente, entran Manuela y Encarnación Sancho, la joven más hermosa de Cartago, que vienen huyendo de María Francisca Portuguesa, vieja del pueblo a quien acusaran de bruja. María Francisca le cuenta a Encarnación sobre la verdadera razón de la locura del teniente José Corona, antiguo pretendiente de la joven: se le ha aparecido la Segua. Además, le cuenta sobre la inminente liberación de Petronila Quesada, a quien acusaron de enloquecer al teniente. Manuela le insiste a Encarnación que olvide a Corona y se ocupe de Camilo de Aguilar, que también la pretende. Encarnación, que no puede olvidar, le dice que también empieza a quererlo, pero tiene un temor: en sus adentros, ella teme ser la Segua.

### Acto I
"Nadie convierte a una mujer en la Segua. Es la mujer la que se convierte sola. Y si usted, niña Encarnación, se empeña en no convertirse, no se convertirá. Si no se empeña, se convertirá sin darse cuenta, y será usted la Segua, como yo soy la Segua, y como todas las mujeres somos la Segua..."

Este acto se lleva a cabo en la sala de la casa de la familia Sancho y en la calle frente a la casa. Camilo de Aguilar se presenta para conversar con don José Manuel Sancho de Castañeda, el padre de Encarnación, solicitándole permiso para visitarla. Don José Manuel lo entrevista, averiguando que es hidalgo y que se halla en aquellas tierras con el propósito de encontrar las legendarias minas de oro del Tisingal, a la vez que le desalienta asegurando que las tales minas no existen, a pesar de que Camilo se empeña en salir en su búsqueda. Don José Manuel también le cuenta la historia del teniente José Corona, el primer pretendiente de Encarnación, hombre con fama de valeroso pero también de mujeriego, quien una noche termina baleando la casa de los Sancho en un arrebato de locura, luego de lo cual lo encerraron, mientras él aseguraba haber sido embrujado por Petronila Quesada. Dicen las malas lenguas que, una noche, María Francisca Portuguesa, mujer con fama de bruja, se introdujo en la celda del teniente convenciéndolo de que se le había aparecido la Segua, pero que, según un médico venido de Nicaragua, la locura de José Corona no es más que la consecuencia de una enfermedad venérea. A causa del incidente, no obstante, Encarnación, la hija de don José Manuel, no puede aceptar que José Corona le haya sido infiel, por lo que concluye que ella es la Segua. Don José Manuel, entonces, pide a Camilo discreción para no empeorar el estado de su hija, a quien llama e informa de que ha autorizado a Camilo a visitarla, tras lo cual, Camilo y el padre de Encarnación se retiran a hacer una diligencia.
Encarnación se queda sola, pero en eso aparece María Francisca Portuguesa, con el pretexto de darle consejos para que a Camilo no se le aparezca la Segua. Encarnación, que cree ser víctima de embrujos, está convencida de que, al no haber en Cartago mujer más bella, la Segua no es otra que ella misma. María Francisca le responde que, de alguna manera, todas las mujeres son la Segua y que se transforman en ella por voluntad propia. Luego, Encarnación hace un monólogo donde da rienda suelta a su vanidad, afirmando que amará a Camilo de Aguilar hasta que la noche en que se le aparezca transformada en la Segua. María Francisca la abandona y se encuentra en la calle con Petronila Quesada, revelándose que la visita solo era una trampa para saber el interés de Encarnación por Camilo, a quien Petronila quiere para ella. María Francisca le asegura que lo será, aunque no para siempre, como no puede ser de otra manera para mujeres de su condición.
De vuelta en la casa, Encarnación continúa con su obsesión, cuando en ese momento llega don Félix Fernández, hombre ciego y viejo amigo de la familia, acompañado de un lazarillo al que luego despide. El hombre se sienta y comienzan a conversar, recordando los años de adolescencia de Encarnación y ésta la canta una canción, luego de lo cual don Félix da a entender que está enamorado de ella y que para él ella nunca envejecerá: para él, el rostro de Encarnación es inmóvil. Finalmente, don Félix insinúa su deseo de casarse con ella, mientras le acaricia el cabello y Encarnación repite la vieja tonada.

### Acto II
"Como cree ser la Segua, tiene miedo del amor; tiene miedo de ser una Segua para el hombre que la quiera, tiene miedo de embrujar a su amante, y entonces se porta con él como una loca. El pobre don Camilo no sabía qué decirle, hasta que se cansó... bueno, se cansó a la primera demostración, pero se cansó; salió corriendo, padre... como si hubiera visto en verdad a la Segua."

El acto consta de ocho escenas. Frente a la casa de los Sancho, Camilo, en presencia de Manuela y a espaldas de sus presuntos suegros, coquetea con Encarnación y le dice que la ama. Aunque la joven responde parcialmente a sus flirteos, le rechaza porque él quiere partir en busca de su mina de oro. Él asegura que lo hace por ambos, para que sean ricos y poder casarse, pero ella se niega a esperarlo, pues cuando vuelva, él no la querrá porque ella será una mujer mayor y fea, como la Segua. En la segunda escena, dos jóvenes con guitarras pasan frente a la pared encalada de los Sancho, entonando una canción que habla de la obsesión de Encarnación,  la aventura de Camilo, la locura de José Corona y las intenciones de Petronila. En la tercera escena, en la plaza del mercado de Cartago, Camilo recluta hombres para partir a su aventura. En la cuarta escena, don Rafael, don Tomás y don Eustaquio chismorrean sobre las verdaderas intenciones de Camilo y la situación precaria de la economía de don José Manuel Sancho, que el dinero de don Félix podría solucionar. En otra esquina, don José Manuel y Baltasara hablan sobre Camilo y cómo este no era el hombre que esperaban para Encarnación, asegurando que solo le interesa el oro y que en las noches lo han visto en compañía de Petronila Quesada, terminando don José Manuel por prohibirle visitar a su hija. En la quinta escena, Manuela, ama de llaves de los Sancho, visita a Fray Diego en su celda para pedirle que desencante a Encarnación, mientras este le asegura que los encantamientos no existen y que todo se explica por trastornos mentales, aunque finalmente el fraile promete bendecir nuevamente la casa de los Sancho. En la sexta escena, esta vez Encarnación y Camilo tienen una discusión que termina con un beso y declaraciones de amor, mientras ella, obsesionada con su temor de ser la Segua, le asegura que nunca más lo volverá a ver. En la séptima escena, luego de que Fray Diego bendice la casa, don José Manuel anuncia a Encarnación que don Félix ha pedido formalmente su mano. En la octava y última escena, de noche en un descampando en el bosque, Camilo y Petronila beben alrededor de una fogata, mientras éste le asegura que ella es únicamente mujer para un rato. Se besan apasionadamente, entonces aparecen María Francisca y tres jóvenes con máscaras grotescas de machos cabríos, que danzan en torno a ellos y entonan un canto que suena a conjuro, mientras Camilo asegura, besando furiosamente a Petronila, que nunca podrá apartarse de ella.

### Acto III
1

## Personajes
- Encarnación Sancho: hermosa joven cartaginesa de familia acomodada, quien vive atormentada pues cree ser la Segua.

- Camilo de Aguilar: hidalgo español, aventurero, venido a Costa Rica en busca de una fabulosa mina de oro. Se enamora de Encarnación.

- María Francisca Portuguesa: mujer del pueblo, vieja desgreñada y horrible, de la cual se dice que es bruja.

- Petronila Quesada: mujer de la vida alegre, rival de Encarnación por el amor de Camilo de Aguilar.

- Don José Manuel Sancho: principal de la ciudad de Cartago, venido a menos, y padre de Encarnación.

- Baltasara de Sancho: esposa de don José Manuel y madre de Encarnación.

- Manuela: criada de la casa Sancho, aya de Encarnación.

- Fray Diego: fraile franciscano, a quien acude Manuela en busca de ayuda para "desencantar" a Encarnación.

- Don Féliz Fernández: anciano ciego, amigo de la familia Sancho, y dueño de una gran fortuna. Está enamorado de Encarnación desde que ésta era niña.

- Zenón Vázquez: amigo de Camilo de Aguilar.

- Don Rafael de Sotomayor, Don Bartolo Jiménez, Don Tomás Peralta, Don Eustaquio de Nava, Doña Rosalía de Sotomayor, Doña Froilana, La India: personajes de Cartago que hacen las veces del coro.

## Historia
La Segua surge como un deseo de Alberto Cañas de contar una historia basada en los mitos criollos, pero dándoles una interpretación moderna. La historia que Cañas narra en La Segua está basada en un relato de Anastasio Alfaro que aparece en su libro Arqueología Criminal Centroamericana, publicado por la Editorial Costa Rica en la década de 1960. En dicho libro, Alfaro recopilaba una serie de casos criminales acaecidos en Costa Rica durante la época colonial, destacándose una historia sobre un proceso por brujería llevado a cabo contra dos mujeres, María Francisca Portuguesa y Petronila Quesada, a quienes se acusaba de haber enloquecido, mediante las "malas artes", al teniente José Corona, esposo de la dama cartaginesa doña Encarnación Sancho de Castañeda. Tras leer la historia, Cañas ideó que, entre las locuras narradas por el "embrujado", cabría la posibilidad de que este refiriera que se le hubiera aparecido la Segua, un popular espectro con hermoso cuerpo de mujer, pero horrenda cabeza de caballo, que se le aparecía en las oscuras noches por desolados caminos a los hombres mujeriegos e infieles, volviéndolos locos, inútiles o de viaje, matándolos de terror. A los cuatro personajes históricos originales, Cañas agregó a Camilo de Aguilar y don Félix Fernández, personajes imaginarios de su autoría, mientras que dejaba atrás el tema del proceso por brujería y tomaba protagonismo el personaje de Encarnación Sancho y su aflicción originada por su miedo a perder su belleza. Según él mismo refiere de manera anecdótica, décadas después de haber escrito la obra, descubrió que él era descendiente directo de doña Encarnación Sancho.
La pieza fue terminada por Alberto Cañas en 1967. La dedicó al poeta costarricense Isaac Felipe Azofeifa, en quien Cañas veía una fuente de inspiración. Fue estrenada casi cuatro años después, el 20 de septiembre de 1971, en el Teatro Nacional de Costa Rica, con motivo del I Festival Centroamericano de Teatros Universitarios, a realizar en San José, organizado en conmemoración del sesquicentenario de la independencia de Centroamérica. La puesta en escena fue llevada a cabo por integrantes del Teatro Universitario, con la dirección de Lenin Garrido. Tuvo un presupuesto de 30.000 colones, considerado muy alto para la época. La obra fue escogida para representar a Costa Rica en el Festival porque se prestaba para un gran espectáculo visual, pues el objetivo del rector de la Universidad de Costa Rica, Carlos Monge Alfaro, era que el país se luciera con un espectáculo de gran envergadura, y La Segua era la única obra teatral escrita por un costarricense que llenaba esa expectativa.
El papel de Encarnación Sancho fue confiado primeramente a Kitico Moreno, famosa actriz de teatro de la época, quien durante uno de los ensayos previo al estreno, sufrió un accidente que le provocó una fractura en el pie izquierdo. Entonces, Alberto Cañas propuso a Haydeé de Lev, actriz amiga suya quien había participado en una obra previa de Cañas (En agosto hizo dos años), quien con poco tiempo para prepararse, aceptó asumir el protagónico. La obra fue presentada en la clausura del festival (había sido designada para inaugurarlo, pero el incidente de Moreno trastornó los planes), con tan buen suceso, que mereció los premios de mejor actriz para De Lev y mejor director para Garrido.
La obra, por su alto costo de producción, no volvió a ser presentada, salvo una versión resumida realizada por un grupo de estudiantes de Artes Escénicas, que la presentó en diversos colegios del país. En 2015, la Compañía Nacional de Teatro organizó un segundo montaje, como homenaje a Cañas, fallecido el año anterior. La puesta en escena estuvo a cargo del director Mariano González, y contó con las actuaciones de Rebeca Alemán (Encarnación Sancho), Leonardo Perucci (don José Manuel Sancho), Anabelle Ulloa (María Francisca Portuguesa) y Bernardo Barquero (Camilo de Aguilar), con música original de Carlos Escalante.

## Análisis
La Segua se encuentra ambientada alrededor de 1750, época que representó el nacimiento de la identidad cultural de la nación costarricense. La obra es una crítica cargada de ironía y picardía hacia los valores y prejuicios inscritos en la sociedad costarricense. Cañas retrata una sociedad de doble moral, una sociedad falsa. Se describe la ambición desmedida de los cazafortunas españoles, así como a las familias cartaginesas con su hipócrita consagración a la religión católica. También versan diversos temas como la sumisión de la mujer, la vanidad y el machismo, los cuales siguen vigentes en la actualidad.
Cañas señaló que el eje central de su obra era el narcisismo, "encarnado", según sus propias palabras, en la misma Encarnación Sancho, y utilizando la leyenda de la Segua como una proyección de ese narcisismo, haciendo una mezcla de las teorías de Freud con los mitos criollos.

## Película
En 1985, el productor y director de cine costarricense Óscar Castillo filmó una película basada en la obra, con guion de Castillo (firmado por Cañas) y dirigida por Antonio Yglesias, con las actuaciones de Isabel Hidalgo de Caviedes (Encarnación Sancho), Óscar Castillo (Camilo de Aguilar), Rafa Rojas (Teniente José Corona), Ana Poltronieri (María Francisca Portuguesa), y la actriz mexicana Blanca Guerra (Petronila Quesada). En aras del movimiento cinematográfico, apenas incipiente en Costa Rica, esta película suprimió algunos pasajes que, en opinión del autor, eran las mejores escenas de la obra teatral, agregando además elementos sobrenaturales que no se encuentran en el original. Aunque posteriormente Cañas afirmara que estimaba la película por algunos valores en cuanto a dirección, escenografía, fotografía y otros elementos cinematográficos, opinó que el tema central de la obra se había "difuminado" en el filme.

## Repartos originales
| Producción                         | Encarnación Sancho | Camilo de Aguilar | María Francisca Portuguesa | Petronila Quesada | Don José Manuel Sancho | Doña Baltasara de Sancho | Manuela        | Fray Diego   | Don Félix Fernández |
| Teatro Universitario (1971)        | Haydée de Lev      | Alfredo Catania   | Gladys Catania             | Lisbeth Quesada   | Rodolfo Araya          | Ana Poltronieri          | Lupe Pérez Rey | Bernal López | Sergio Román        |
| Compañía Nacional de Teatro (2015) | Rebeca Alemán      | Bernardo Barquero | Anabelle Ulloa             | Tatiana Zamora    | Leonardo Perucci       | María Orozco             | Rosita Zúñiga  | Juan Porras  | Luis Fernando Gómez |